# Antídosis
Antídosis (en grec antic ἀντίδοσις), literalment 'canvi', 'bescanvi', 'canvi de propietats o de béns', era un acord peculiar dels tribunals àtics a l'antiga Grècia.
No hi havia encara un sistema tributari establert, quan l'estat exigia als ciutadans més rics el pagament d'uns determinats serveis com ara la construcció d'un vaixell de guerra o un festival amb un cor còmic o tràgic, en un procediment que s'anomenava λειτουργία (litúrgia).
Un ciutadà que fos prou ric no es podia negar a pagar, però si l'import era superior als seus mitjans podia nomenar un altre ciutadà que considerés que tenia uns ingressos més elevats que pagués la litúrgia al seu lloc. Havia de pagar el ciutadà designat, però si no podia, demanava a l'altre ciutadà que pagués per ell. Uns tribunals especials que es reunien una vegada a l'any, obrien un procediment d'intercanvi de béns, i si el primer ciutadà s'hi negava es considerava que era més ric i llavors havia de pagar la litúrgia. En cas que s'acceptés l'intercanvi, cada part tenia la clau de la casa i de les possessions de l'altre i en tres dies havia de donar un inventari correcte (ἀπόφασις "apófasis"）de les seves propietats, però en cas d'acord entre les dues parts, el termini s'allargava. Tots els béns mobles i immobles es transferien per permuta, a excepció de les mines, que ja tenien uns impostos propis que les gravaven. S'incloïen totes les reclamacions i els deutes que tenia cadascun d'ells. En tot cas, el tribunal decidia en un judici públic qui havia de pagar realment la litúrgia.